# The Night They Drove Old Dixie Down

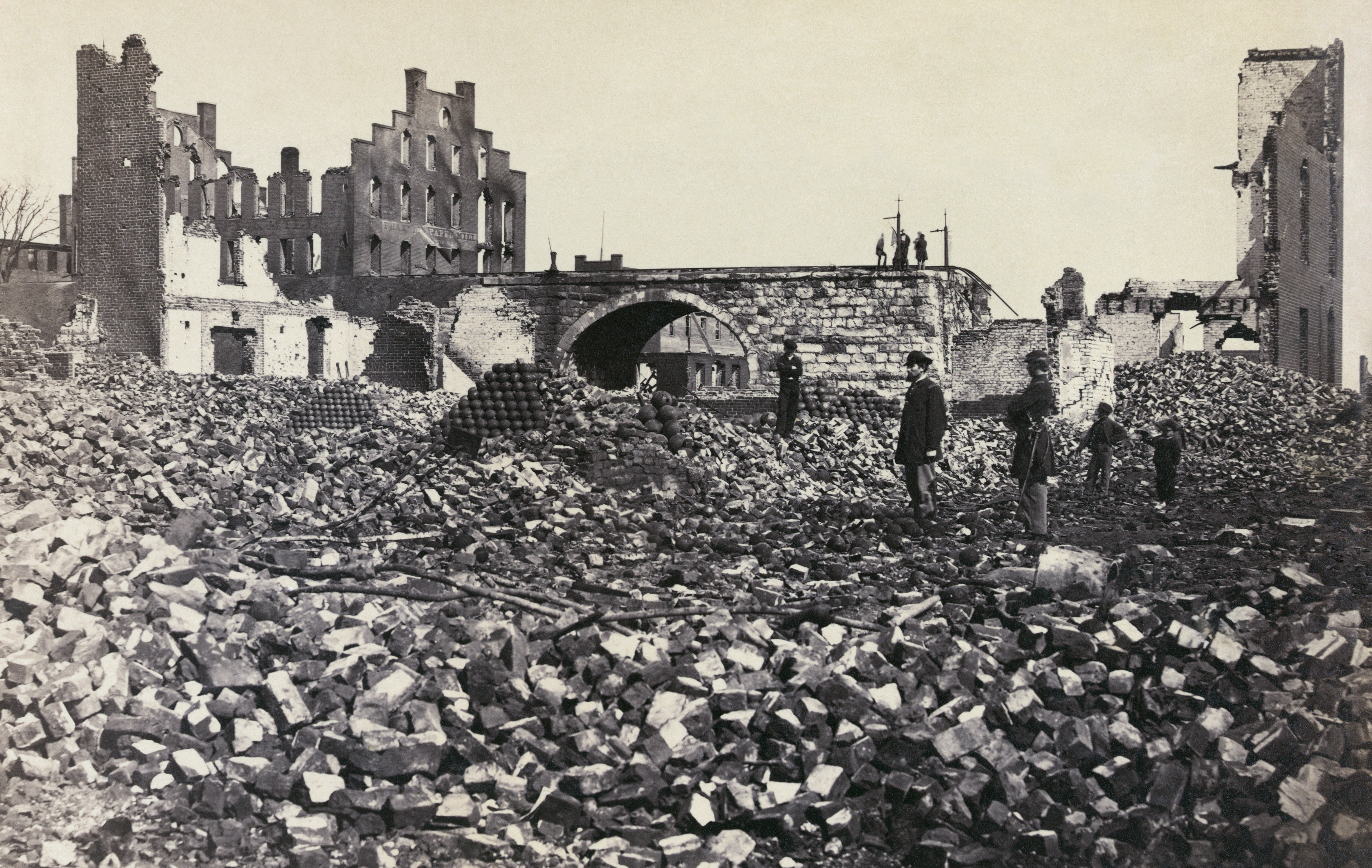
Das zerstörte Richmond im Jahr 1865

The Night They Drove Old Dixie Down ist ein Song der kanadisch-US-amerikanischen Rockgruppe The Band. Er wurde vom kanadischen Musiker Robbie Robertson geschrieben und erschien erstmals im September 1969 auf dem Album The Band, bevor er im darauffolgenden Monat als B-Seite der Single Up on Cripple Creek veröffentlicht wurde.
1971 landete die Folksängerin Joan Baez ihren ersten und einzigen US-Top-Ten-Hit mit einer Coverversion des Titels. Darüber hinaus existieren viele weitere Coverversionen. Die Melodie wurde im deutschsprachigen Raum insbesondere durch den Nummer-eins-Hit Am Tag, als Conny Kramer starb von Juliane Werding bekannt.

## Der Text

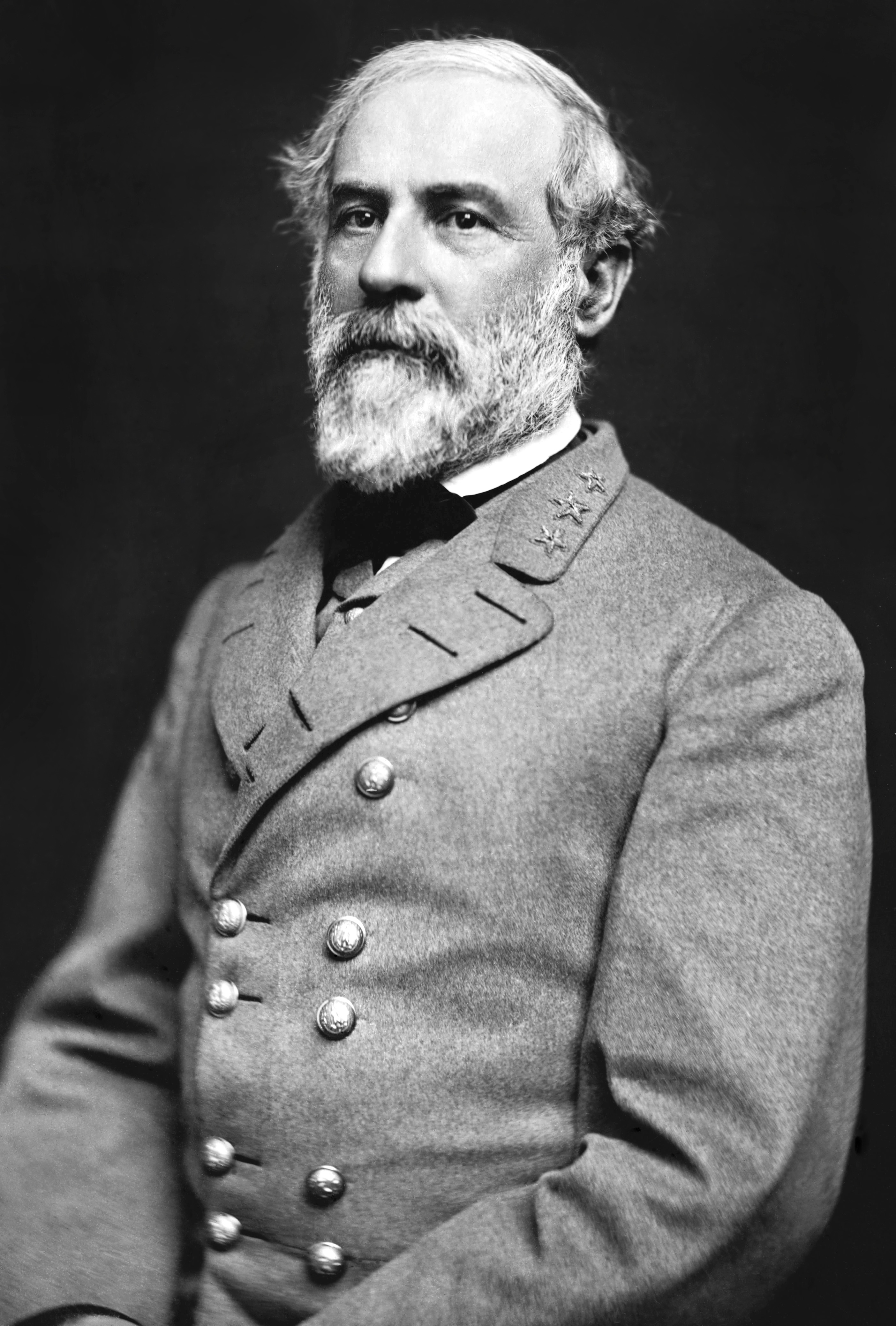
General Robert E. Lee, eine der Figuren aus dem Lied

Der Text von The Night They Drove Old Dixie Down (sinngemäß: „Die Nacht, in der der Alte Süden zu Grabe getragen wurde“) befasst sich – wenn auch in Details nicht immer historisch exakt – mit dem Ende des Sezessionskrieges und der Zeit danach aus der Sicht eines weißen Angehörigen der Südstaaten (im Volksmund auch Dixieland genannt). Er beschreibt den Schmerz über die Niederlage, aber auch den ungebrochenen Stolz der Unterlegenen. Das Lied wurde Teil der Ideologie des pseudo-historischen Mythos The Lost Cause.
In einem Artikel der Roanoke Times aus dem Jahr 2020 wurde hingegen argumentiert, dass diese Ansichten auf einem Missverständnis des Liedes beruhen, das nicht die Sklaverei, die Konföderation oder Robert E. Lee verherrlicht, sondern vielmehr die Geschichte eines armen, nichtsklavenhaltenden Südstaatlers erzählt, der versucht, den Verlust seines Bruders und seines Lebensunterhalts zu verstehen. Es wird darauf hingewiesen, dass es nicht von einem Südstaatler, sondern von einem Kanadier verfasst wurde und sachliche Fehler enthielt. Jack Hamilton von der University of Virginia schrieb 2020 in Slate, dass es „in erster Linie ein Antikriegslied“ sei, und verwies auf die Hinweise auf „Glockenläuten“ und „Singen von Menschen“ im Refrain.
Der Erzähler des Textes stellt sich als Virgil Caine, Soldat der konföderierten Armee von General Robert E. Lee, vor. Der englischsprachige Name Caine steht für den biblischen Kain, der seinen Bruder Abel erschlug und dafür von Gott verstoßen wurde. Der Krieg zwischen den Nord- und den Südstaaten wurde oft als Bruderkrieg bezeichnet.
Caine war an der Bahnstrecke Danville–Richmond, einer der zentralen Versorgungslinien des Südens, im Einsatz, bis diese durch die Kavallerietruppen von George Stoneman zerstört wurden. Caine blickt zurück auf das Leid unter seinen Kameraden im Winter 1865 („In the winter of ’65, we were hungry, just barely alive.“), auf den Fall Richmonds, der das Ende des Krieges einläutete, und den Tag der Gefangennahme von Jefferson Davis.
Die zweite Strophe spielt nach dem Ende des Krieges. Caine ist zurück bei seiner Frau in Tennessee, als diese eines Tages glaubt, Robert E. Lee zu sehen, der für viele weiße Südstaatler noch heute als Held gilt, der nur durch unglückliche Umstände verloren habe. Die Erwähnung Lees wirkt hier wie ein Symbol für die erwartete Wiederauferstehung des Südens.
Caine stellt sich selbst als einen Mann dar, dem schwere Arbeit und schlechter Verdienst nichts ausmachen: „Now I don’t mind choppin’ wood, and I don’t care if the money’s no good.“ Trotz allem sitzt der Schmerz über die Niederlage noch tief: „But they should never have taken the very best.“ In der dritten Strophe erfährt man, dass er aus einer Familie von Farmern stammt. Sein älterer Bruder war ebenfalls Soldat und wurde im Alter von nur 18 Jahren von einem Yankee getötet: „He was just eighteen, proud and brave, But a Yankee laid him in his grave.“
Robertson belässt es in seinem Text dabei, die Geschichte von Virgil Caine zu erzählen, ohne sie zu bewerten, dabei ist der amerikanische Bürgerkrieg lediglich eine Kulisse. Jason Ankeny schrieb für Allmusic: „Es scheint in erster Linie eine Charakterstudie über einen der vielen Soldaten zu sein, die ihr Leben im Namen des Kampfes für das, woran sie glaubten, riskierten, egal wie richtig oder falsch, und über die verheerenden Auswirkungen solcher Konflikte, unabhängig davon, welche Seite gewinnt.“ Der Grund für die Wahl der Kulisse war der aus Arkansas stammende Levon Helm. Jonathan Taplin (u. a. im Management von The Band) erinnert sich in einem Interview mit dem Musikkritiker Robert Palmer für den Rolling Stone: „Ich ging zu Robbie und fragte ihn: ‚Wie ist das aus dir herausgekommen? Und er sagte, dass er, nachdem er so lange in seinem Leben mit Levon spielte und zu dieser Zeit an diesem Ort war… Es war so sehr in ihm, dass er diesen Song direkt für Levon schreiben wollte, um ihn zu zeigen, wie viel ihm diese Dinge bedeuteten.‘“

## Die The-Band-Aufnahme
Besetzung
- Levon Helm: Gesang, Schlagzeug

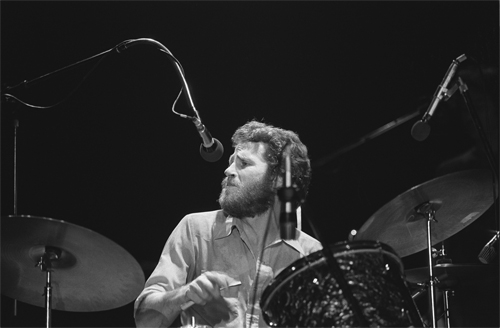
Schlagzeuger und Sänger Levon Helm

- Rick Danko: Bass, Backing Vocals, Fiddle
- Garth Hudson: Hohner Melodica, Lowrey-Orgel, Trompete
- Richard Manuel: Klavier, Backing Vocals
- Robbie Robertson: Akustische Gitarre, Komposition

Die Aufnahmen zum zweiten Album von The Band fanden im Haus von Sammy Davis junior in den Hollywood Hills statt. Der größte Teil des Titels wurde live eingespielt: Robertson spielte Akustikgitarre, Helm spielte Schlagzeug und sang die Lead Vocals, Danko spielte Bass, Manuel Klavier und Hudson Melodica. Später wurden im Overdubbing-Verfahren die Backing Vocals ergänzt, zudem legte Hudson auf seiner Lowrey-Orgel einen Akkordeon-Sound über seine Melodica, der den Eindruck entstehen lässt, es würde eine Mundharmonika gespielt. Des Weiteren steuerte Hudson einen Trompetenpart bei; Dankos Fiddlepart blieb jedoch zunächst ungenutzt, er ist erst auf einem späteren Mix zu hören.
Als herausragendes musikalisches Merkmal der Aufnahme gilt Levon Helms Schlagzeugpattern. In der Strophe erinnert es an müde Soldaten, die eher schleppend vorwärtsstolpern als geordnet marschieren. Im Refrain gewinnt das Schlagzeugspiel an Kraft und erinnert an einen Militärmarsch, der zu Ende des Refrains wieder zusammenbricht. The-Band-Biograf Barney Hoskyns nennt den Titel in seinem Buch Across the Great Divide als Beispiel für die für The Band typischen staple three-part harmonies im Refrain: „In The Band’s staple three-part harmonies, Richard’s falsetto sat on top, Rick was in the middle, and Levon lay on the bottom.“
Obwohl The Night They Drove Old Dixie Down lediglich als B-Seite von Up on Cripple Creek (1969) und Georgia on My Mind (1977) erschien, gehört er zu den bekanntesten Titeln von The Band. Bis zum Ausstieg von Robertson war er fester Bestandteil eines jeden Konzerts der Gruppe, so auch bei der Tournee Anfang 1974 gemeinsam mit Bob Dylan. Die Aufnahme des Songs vom 14. Februar 1974 ist zu hören auf dem gemeinsamen Doppel-Album Before the Flood.
Bei einigen Live-Auftritten wurde der Titel mit Unterstützung einer Bläsersektion gespielt, die Bläserarrangements stammen von Allen Toussaint. Für das Intro verwendete Toussaint die Zeile „Look away! Look away! Look away! Dixie-Land“ aus dem Song Dixie von Dan Emmett (1859). Zu hören sind diese Versionen u. a. auf den Live-Alben Rock of Ages und The Last Waltz (beide mit Jazz-Musiker Howard Johnson an der Tuba), letztere gilt als eine der besten Versionen des Titels. Der Rolling-Stone-Kritiker Greil Marcus schrieb: „Levon sang with an anger he’d never before given the song.“ Helm selbst schrieb in seinem Buch This Wheel’s on Fire: „Maybe the best live performance of this song we ever gave.“

## Komposition und Text-Musik-Beziehung
Das Zitat Dixie zu Beginn der The-Band-Interpretationen des Songs erfüllt mehrere Funktionen: Zunächst stellt es einen Bezug zum „Alten Süden“ der USA her, auch die Assoziation der Bürgerkriegs-Thematik wird speziell dem amerikanischen Hörer durch dieses unmittelbar zuordenbare musikalische Fragment förmlich aufgedrängt.
Auf tonaler Ebene dient das Zitat dazu, die Tonart des eigentlichen Stückes, C-Dur, zu etablieren. Diese Tonart wird – zumindest bis zum ersten Refrain – für das Ohr niemals ganz zweifelsfrei bestätigt, denn die verwendeten Begleitakkorde sind alle auch der Tonart F-Dur zugehörig, und auch parallele Molltonarten (A-Moll und D-Moll) könnten das eigentliche tonale Zentrum sein.

Intro und erste Hälfte der Strophe

Einfache Begleitmodelle, die ausschließlich diatonische Dreiklänge verwenden, sind in vielen Volksmusiktraditionen üblich. The Night They Drove Old Dixie Down unterscheidet sich jedoch von vielen anderen Liedern durch die ihm eigene, tonale Ambivalenz. Dieser Effekt entsteht durch den Verzicht auf einen klaren Dominant-Akkord, der das Stück einer der möglichen Tonarten eindeutig zuordnen würde. Die Melodie des Liedes weist eine ähnliche Auslassung auf, indem sie keinen der beiden Töne H oder B verwendet, die bei einem Stück in C- oder F-Dur als Leittöne zu erwarten wären.

Zweite Hälfte der Strophe

Dadurch, dass verwandte Dur- und Mollakkorde ohne verbindende oder vorbereitende Dominantklänge nebeneinander gestellt werden, entstehen mehrfach trugschlussähnliche Klangwirkungen, die mit dem Schwanken der emotionalen Aussage des Textes zwischen Trauer, Nostalgie, Stolz und Unbeugsamkeit auffällig korrespondieren.
So, wie der Text im Refrain zu einer weniger individuellen, allgemeingültigeren Aussage findet, wechseln auch die musikalischen Stilmittel: Das Pendeln zwischen dem Tonikaakkord C und seiner Subdominante Fmaj7, also die plagale Kadenz, ist traditionell in der tonalen Musik so untrennbar mit geistlicher Musik verbunden, dass diese Wendung auch als „Amen-Kadenz“ bekannt ist. Die zum Abschluss führende Akkordfolge suggeriert in ähnlicher Weise kirchenmusikalische Modelle, die umgangssprachlich meist unter den Oberbegriffen Choral und Gospel subsumiert werden.

Choralartige Harmonik des Refrains

Dies unterstreicht den hymnenartigen Charakter der Melodie und die entsprechenden Andeutungen im Text („all the bells were ringing […] and all the people were singing“), die selbstverständlich weniger als historischer Tatsachenbericht, sondern als Ausdruck der kollektiven Wahrnehmung der „Südstaatler“ zu verstehen sind.
Verstärkt wird der hymnische Effekt des Refrains noch durch den geschickten Einsatz des ausharmonisierten Backgroundgesangs, der an einigen herausgehobenen Textstellen hinzutritt (nämlich der eigentlichen Hookline, eben „the night they drove old Dixie down“, und dem abschließenden Silbengesang). Während solcher mehrstimmiger, größtenteils homophoner Gesang tief in der Tradition des weltlichen und geistlichen amerikanischen Liedes verwurzelt ist, ist die Aufführungspraxis von The Band insofern etwas ungewöhnlich, als sie die Hauptmelodie Levon Helms in die tiefste Stimme legt, während Danko und Manuel falsettierende Oberstimmen darüber setzen.

Typischer mehrstimmiger Refraingesang von The Band

Ebenso, wie der Text, ohne inhaltlich zu einem Abschluss gekommen zu sein, auf bedeutungslosem Silbengesang endet, verklingt die Melodie allmählich während des letzten Subdominantakkordes, die Musik erreicht also ihre Tonika oder ihren Grundton nicht im Sinne einer befriedigenden Schlusswirkung.

## Rezeption
Ralph J. Gleason für den Rolling Stone:

“Nothing that I have read, from Bruce Catton to Douglas Southall Freeman, from Fletcher Pratt to Lloyd Lewis, has brought home to me the overwhelming human sense of history that this song does. The only thing I can relate it to at all is the Red Badge of Courage. It is a remarkable song, the rhythmic structure, the voice of Levon and the bass line with the drum accents and then the heavy close harmony of Levon, Rick and Richard Manuel in the theme, make it seem impossible that this isn’t some oral tradition material handed down from father to son straight from that winter of ’65 to today.”

Susan Lydon für The New York Times

„What’s important is not what they mean when you figure them out, but the feeling their images suggest and evoke in the listener. „The Night They Drove Old Dixie Down,“ a poignantly beautiful ballad with Levon Helm’s Arkansas voice at its most mellow, is a song about the Civil War. It doesn’t express a particular point of view about the Civil War, it only suggests some of the feelings that were at stake.“

## Auszeichnungen
- Die Rock and Roll Hall of Fame zählt den Titel zu den 500 Songs that Shaped Rock and Roll.[11]
- 2004 wurde der Titel in die Liste der 500 besten Songs aller Zeiten des Rolling-Stone-Magazins aufgenommen.[12]

## Coverversionen (Auswahl)
mit ursprünglichem Text

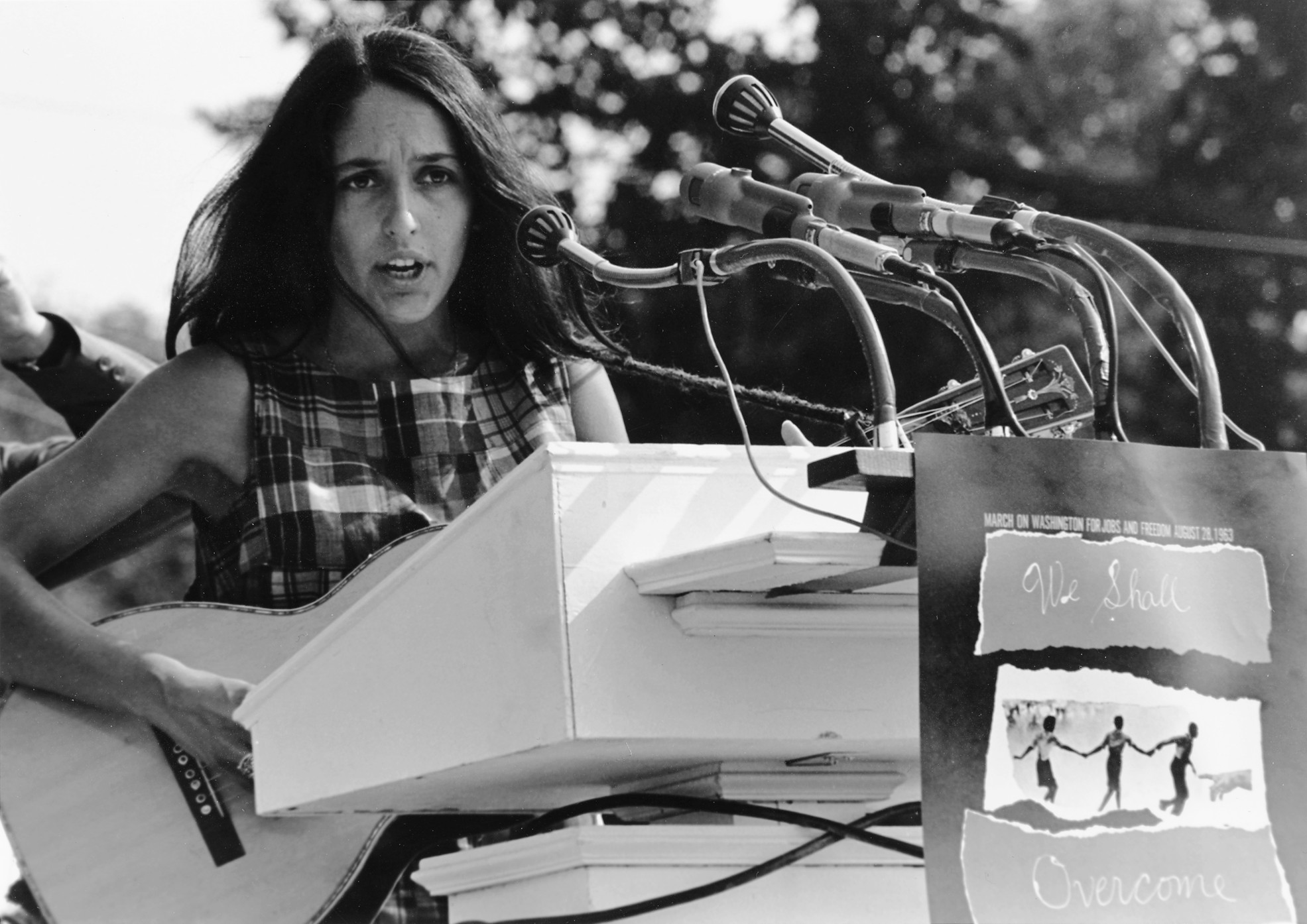
Joan Baez (1963)

- 1971 hatte die Folk-Sängerin Joan Baez mit ihrer Version des Titels ihren ersten und einzigen US-Top-Ten-Hit (Platz 3). Allerdings erlaubte sich Baez einige textliche Änderungen, so wurde „Stoneman’s cavalry“ zu „so much cavalry“ und aus „Robert E. Lee“ wurde „the ‘Robert E. Lee’“.[13] Hoskyns schrieb dazu in Across the Great Divide: „Two years later, Joan Baez recorded a terrible version of ‚Dixie‘ that seemed to turn Robert E. Lee[14] into a steamboat …“[5] Im Rolling-Stone-Interview mit Kurt Loder gab Baez an, keinen geschriebenen Text gehabt zu haben, sie habe stattdessen den Text so gesungen, wie sie ihn verstanden habe.[15]
- Weitere Coverversionen – teilweise auf Livealben – gibt es von Johnny Cash, John Denver, Jerry García, The Black Crowes, Richie Havens und Johnny Logan.
- 1982, leicht geändert, Merle Kilgore.[16]

mit geändertem Text
- 1972 hatte die 15-jährige Sängerin Juliane Werding mit dem Lied Am Tag, als Conny Kramer starb, das sich mit Drogensucht befasst, einen Nummer-eins-Hit in Deutschland, der sich 14 Wochen in den Top-Ten hielt[17] und sich über eine Million Mal verkaufte. Hans-Ulrich Weigel verfasste den Text.[18]
- 1986 sang die deutsche Punkband Die Goldenen Zitronen in Anspielung an Werdings Hit den Titel Am Tag, als Thomas Anders starb.
- 1999 sang die Rechtsrock-Band Die Härte eine Version, die indiziert und beschlagnahmt wurde.